# Roveri (Bologna)
Le Roveri sono una zona industriale di Bologna, amministrativamente collocata nel quartiere San Donato-San Vitale e demarcata a sud da via Enrico Mattei, a nord dal circuito ferroviario di prova di Bologna San Donato, a est dal confine con il comune di Castenaso e a ovest da via Larga.

## Storia
L'area fu inserita nel Piano Regolatore Generale di Bologna nel 1973, con apposita variante. In un primo momento fu assegnata ad associazioni di categoria e a privati. Nei primi anni 1980 furono costituiti due consorzi per la gestione e per la realizzazione degli insediamenti: uno faceva capo a CNA, l’altro ad API. Le tipologie di insediamento previste dai due consorzi furono diverse, con capannoni a stecca destinati a uso artigianale e capannoni isolati per le piccole e medie imprese.

## Trasporti
La zona Roveri è attraversata dalla ferrovia Bologna-Portomaggiore ed è servita dalla stazione di Bologna Roveri.
L'area è inoltre servita dalle linee urbane di autobus e filobus TPER.